# EenVandaag
EenVandaag is een actualiteitenrubriek van AVROTROS. Het programma wordt in de namiddag uitgezonden op NPO Radio 1 en in de vroege avond op NPO 1. Hoofdredacteur is René van Brakel.

## Geschiedenis

### Ontstaan en samenstelling
Op 4 oktober 1993 werden de actualiteitenprogramma's Aktua (TROS), Tijdsein (EO) en Nieuwslijn (Veronica) samengevoegd in een nieuwe formule: 2Vandaag.
De deelnemende omroepen zijn in de loop der tijd meermaals veranderd. Toen Veronica in 1995 commercieel ging, trok deze omroep zich terug uit het programma. Op 30 augustus 2004 nam de AVRO de plaats van de EO in, omdat deze twee omroepen toen van thuisnet wisselden. Vanaf die datum werd het programma – sinds 2 januari 2003 TweeVandaag geheten – door één redactie gemaakt.

### Naamswijziging
Op 4 september 2006 vond een volgende naamswijziging plaats: TweeVandaag werd EénVandaag. De reden hiervoor was de verhuizing van Nederland 2 naar Nederland 1, als gevolg van een nieuwe programmeringsindeling. Later verviel het accentstreepje in de naam. Het programma wordt tijdens bepaalde evenementen, zoals het EK voetbal, WK voetbal of de Olympische Spelen, op NPO 2 uitgezonden maar behoudt dan de naam EenVandaag.
Met de naamswijziging van 2006 kreeg het programma ook een nieuw uiterlijk, zoals een nieuw decor en een nieuw logo. Ook werden de programmaonderdelen aan de nieuwe naam aangepast. Het TweeVandaag Opiniepanel werd het EenVandaag Opiniepanel. Ook kwam er het 1V Jongerenpanel voor jongeren van 12 tot 24.

## Radio EenVandaag
Sinds 1 januari 2014 heeft EenVandaag een radio-uitzending op NPO Radio 1, dat aanvankelijk de naam Radio EenVandaag droeg, thans simpelweg EenVandaag. In het programma interviewt Suzanne Bosman met sidekick Lammert de Bruin op werkdagen 's middags tussen 16.00 en 17.00 uur gasten uit het nieuws. Van 2014 tot 2016 was Bas van Werven een van de vaste presentatoren. 
Andere presentatoren zijn onder meer Jojanneke van den Berge en Rik van de Westelaken.

## Panel
Een terugkerend programmaonderdeel is het EenVandaag Opiniepanel. Dit panel is ingesteld in 2004, toen nog als het TweeVandaag Opiniepanel. De vrijwillige deelnemers aan dit panel krijgen regelmatig online een enquête over de actualiteit voorgelegd. Begin 2006 telde dit panel al meer dan 35.000 leden, in 2023 meer dan 80.000. Daarmee is het het grootste opiniepanel van Nederland. EenVandaag kent in tegenstelling tot vele andere programma's geen zomer- of winterstop.

## Dossier EenVandaag
Vanaf februari 2014 verscheen er op onregelmatige basis een apart programma genaamd Dossier EenVandaag. Hierin stellen Jan Born en Sander 't Sas misstanden aan de kaak en duiken onder meer in dossiers van klokkenluiders. De nadruk lag op dubieus overheidsbeleid, falend toezicht en criminaliteit.
Uitzendingen van Dossier EenVandaag waren, anders dan de titelnaam doet vermoeden, niet uitsluitend op NPO 1 te bezichtigen. Deze spinoff is na een paar uitzendingen gestopt.

## Presentatoren

### Huidige presentatoren
| Naam                  | Periode    | Radio/televisie                       |
| --------------------- | ---------- | ------------------------------------- |
| Suzanne Bosman        | 2014-heden | Radio, televisie                      |
| Joyce Boverhuis       | 2018-heden | Televisie, rubriek Opiniepanel        |
| Lammert de Bruin      | 2016-heden | Radio, rubriek TrendingVandaag        |
| Rob Hadders           | 2016-heden | Televisie, rubriek Nieuwstrend        |
| Roos Moggré           | 2018-heden | Televisie, inval radio                |
| Hila Noorzai          | 2020-heden | Radio, televisie, rubriek Nieuwstrend |
| Rik van de Westelaken | 2018-heden | Televisie, inval radio                |

### Voormalige presentatoren
| Naam                    | Periode              | Omroep               |
| ----------------------- | -------------------- | -------------------- |
| Mireille Bekooij        | 1993-1994            | TROS                 |
| Jojanneke van den Berge | 2016-2019, 2021      | AVROTROS             |
| Hildebrand Bijleveld    | 1995-1996            | EO                   |
| Tijs van den Brink      | 2003-2004            | EO                   |
| Joanne Brouwer          | 1994-2003            | EO                   |
| Marcel Bruijns          | 1993-2001            | TROS                 |
| Victor Deconinck        | 1994-2003            | TROS                 |
| Pia Dijkstra            | 2006-2007            | AVRO                 |
| Marijn Duintjer Tebbens | 2011-2014            | AVRO, AVROTROS       |
| Janny Fijnvandraat      | 1993-1995            | EO                   |
| Ferdinand Fransen       | 1996-2007            | TROS                 |
| Karel van de Graaf      | 2004-2007            | AVRO                 |
| Pieter Jan Hagens       | 2004-2005, 2007-2025 | AVRO, AVROTROS       |
| Antoinette Hertsenberg  | 1995-2007            | TROS                 |
| Jaap Jongbloed          | 1994-2022            | AVROTROS             |
| Renze Klamer            | 2021-2022            | AVROTROS             |
| Mariëlle Koekenbier     | 2012-2017            | AVRO, TROS, AVROTROS |
| Janneke de Kruijf       | 1995-1998            | EO                   |
| Wouter Kurpershoek      | 2007-2010            | TROS                 |
| Marjan Moolenaar        | 1994-2003            | EO                   |
| Rick Nieman             | 1993-1995            | Veronica             |
| Charlotte Nijs          | 2022-2024            | AVROTROS             |
| Joost Oranje            | 1994                 | Veronica             |
| Gijs Rademaker          | 2010-2022            | AVROTROS             |
| Art Rooijakkers         | 2016-2018            | AVROTROS             |
| Jeroen Snel             | 2000-2004            | EO                   |
| Liesbeth Staats         | 2007-2011            | AVRO                 |
| Rob Trip                | 1995                 | Veronica             |
| Tineke Verburg          | 1994                 | TROS                 |
| Margriet Vroomans       | 2006-2010            | TROS                 |
| Bas van Werven          | 2010-2016            | TROS, AVROTROS       |
| André Zwartbol          | 1998-2004            | EO                   |